# سیارک ۲۱۶۴۲
سیارک ۲۱۶۴۲ (به انگلیسی: 21642 Kominers، نامگذاری:1999NH41) بیست و یک هزار و ششصد و چهل و دومین سیارک کشف شده‌است که در ۱۴ ژوئیه ۱۹۹۹ کشف شد.
قدر مطلق سیارک برابر ۱۱.۷ است.